# Bob Ferrier (cầu thủ bóng đá người Anh)
Robert Ferrier là một cầu thủ bóng đá người Anh thi đấu cho câu lạc bộ Scotland Motherwell. Ông giữ kỉ lục về số lần ra sân tại Scottish Football League, và is one of the top ten goalscorers. Ferrier đại diện Scottish League XI trong 7 trận liên giải, ghi 5 bàn thắng. ÔNg cũng là đội trưởng của đội hình mà Motherwell đạt được chức vô địch duy nhất cho đến hiện tại, ở mùa giải 1931–32. Sau khi giải nghệ năm 1937, Ferrier dẫn dắt Airdrie và Ayr United.